# Björkfors, Kinda kommun
Björkfors är en småort i Oppeby socken i Kinda kommun, Östergötlands län.
Björkfors var känt för de marknader som hölls här vår och höst, marknaderna upphörde på 1930-talet.
På sommaren hålls fortfarande marknad och den har en lång tradition. Den inträffar lördagen före midsommar.

## Befolkningsutveckling
| Befolkningsutvecklingen i Björkfors 1960–2015 | Befolkningsutvecklingen i Björkfors 1960–2015 | Befolkningsutvecklingen i Björkfors 1960–2015 | Befolkningsutvecklingen i Björkfors 1960–2015 | Befolkningsutvecklingen i Björkfors 1960–2015 |
| --------------------------------------------- | --------------------------------------------- | --------------------------------------------- | --------------------------------------------- | --------------------------------------------- |
|                                               |                                               |                                               |                                               |                                               |
| År                                            |                                               |                                               | Folkmängd                                     | Areal (ha)                                    |
| 1960                                          | 1960                                          |                                               | 213                                           |                                               |
| 1990                                          | 1990                                          |                                               | 87                                            | 35#                                           |
| 1995                                          | 1995                                          |                                               | 93                                            | 37#                                           |
| 2000                                          | 2000                                          |                                               | 99                                            | 35#                                           |
| 2005                                          | 2005                                          |                                               | 101                                           | 35#                                           |
| 2010                                          | 2010                                          |                                               | 95                                            | 34#                                           |
| 2015                                          | 2015                                          |                                               | 93                                            | 51#                                           |
| Anm.: Upphörde som tätort 1965. # Som småort. |                                               |                                               |                                               |                                               |